# Léua (ort)
Léua är en ort i Angola.   Den ligger i provinsen Moxico, i den centrala delen av landet, 800 kilometer öster om huvudstaden Luanda. Léua ligger 1 236 meter över havet och antalet invånare är 5 168.
Terrängen runt Léua är platt. Runt Léua är det mycket glesbefolkat, med 2 invånare per kvadratkilometer.. Det finns inga andra samhällen i närheten.
I omgivningarna runt Léua växer huvudsakligen savannskog.